# Al Bá
Al Bá là một xã thuộc tỉnh Gia Lai, Việt Nam.
Xã Al Bá có diện tích 29,69 km², dân số năm 2016 là 6.284 người, mật độ dân số đạt 212 người/km².